# Youssef El Gnaoui
Youssef El Gnaoui, né le 26 janvier 1988, est un footballeur international marocain évoluant au poste d'ailier au association sportive de sale.

## Biographie
Né à Salé, Youssef El Gnaoui commence son parcours professionnel avec l'Association sportive de Salé qui pratiquaient en deuxième division (GNF2). Lors de la saison 2012-2013, l'Ass fini la saison vice champion. Au sein du club salaoui, El Gnaoui réussit la montée en Botola Pro (GNF1) en 2013 sachant qu'il était le capitaine des rouges et blancs et avait un grand rôle dans la magnifique prestation qu'a fait l'équipe des pirates.
Après une saison exemplaire du jeune joueur en championnat, El Gnaoui attire les grands clubs du Royaume par sa rapidité, sa technique de dribble et sa technique de tir en coup franc et penalty.
L'été 2014, El Gnaoui décide de rejoindre le vice champion de la Coupe du monde des clubs de la FIFA 2013 le Raja de Casablanca pendant le mercato festival et devint un des joueurs marocains les plus chers de l'histoire du Championnat du Maroc de football. Victime de plusieurs blessures Youssef n'arrive pas à trouver sa place comme titulaire.
Le 23 juillet 2015, Youssef El Gnaoui quitte le Raja pour s'engager au FUS de Rabat jusqu'en 2018. Le même jour, le club Rbati annonce sur son site web Le FUS est heureux d'annoncer la signature aujourd'hui de Youssef El Gnaoui Transféré du Raja de Casablanca, le nouvel attaquant fussiste a signé son contrat de trois ans et portera le numéro 19.El Gnaoui revient pour Radio Mars sur son expérience ratée avec le Raja de Casablanca et affirme que : « José Romão m'a marginalisé et ne m'a pas donné ma chance. Certaines personnes ont menti sur mon état physique, ont inventé des choses, du genre que je ne pouvais supporter la pression juste pour ne pas me faire jouer » avant de tenir par ailleurs à s'excuser auprès des supporters du Raja de Casablanca de ne pas avoir pu apporter un plus-value.
Avec le FUS de Rabat entraîné par Walid Regragui, El Gnaoui remporte le Championnat du Maroc en 2016 et participe à Ligue des champions de la CAF puis aux quarts de finale de la Coupe de la confédération 2017.
Il reçoit une sélection en équipe du Maroc lors de l'année 2014.

## Statistiques
| Matches internationaux de Youssef El Gnaoui | Matches internationaux de Youssef El Gnaoui | Matches internationaux de Youssef El Gnaoui | Matches internationaux de Youssef El Gnaoui | Matches internationaux de Youssef El Gnaoui | Matches internationaux de Youssef El Gnaoui | Matches internationaux de Youssef El Gnaoui | Matches internationaux de Youssef El Gnaoui |
| 0                                           | Date                                        | Lieu                                        | Adversaire                                  | Score                                       | Résultats                                   | Compétitions                                |                                             |
| ------------------------------------------- | ------------------------------------------- | ------------------------------------------- | ------------------------------------------- | ------------------------------------------- | ------------------------------------------- | ------------------------------------------- | ------------------------------------------- |
| 1                                           | 7 septembre 2014                            | Grand Stade de Marrakech, Marrakech, Maroc  | Libye                                       | —                                           | 3-0                                         | Match amical                                |                                             |

## Palmarès

### En Club
AS Salé
- Championnat du Maroc D2 :
  - Vice-champion : 2013

 FUS de Rabat
- Championnat du Maroc :
  - Champion : 2016